# 早春賦
「早春賦」（そうしゅんふ）は、1913年（大正2年）に発表された吉丸一昌作詞、中田章作曲の日本の唱歌。2006年から2007年にかけて文化庁と日本PTA全国協議会が選定した「日本の歌百選」に選ばれている。

## 概要

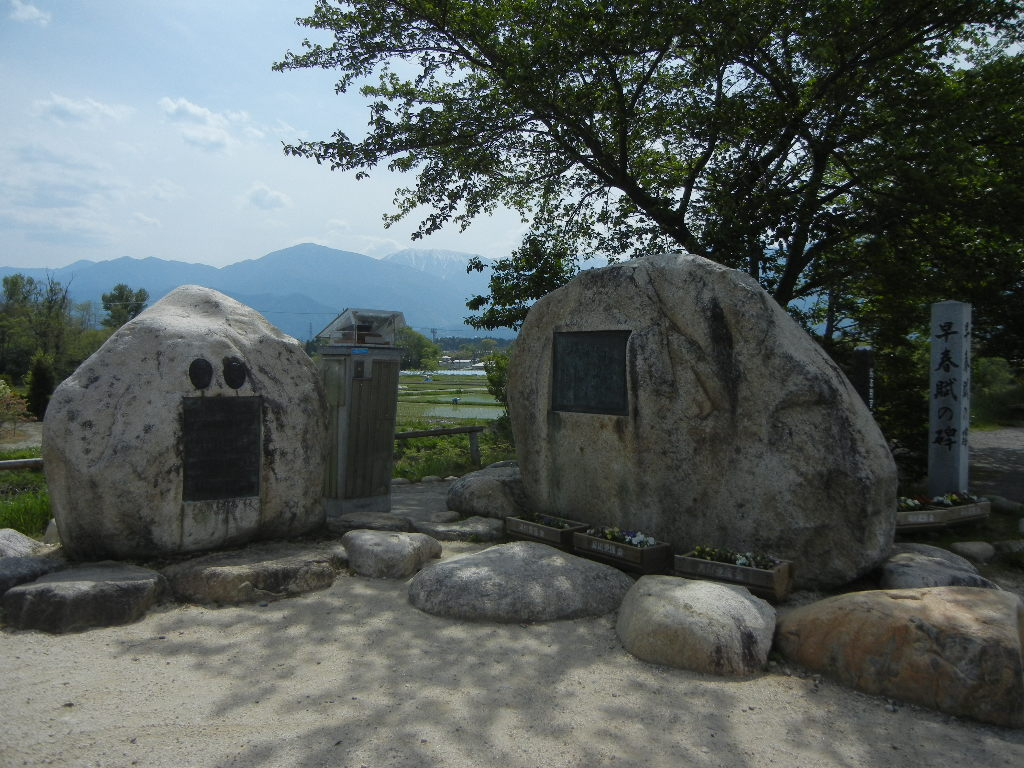
早春賦の歌碑（長野県安曇野市）

『尋常小学唱歌』の作詞委員会代表であった吉丸一昌が、自作の75編の詞に新進作曲家による曲をつけ、『新作唱歌』全10集として発表した中の一作で、第3集に収録されている。
長野県大町市から安曇野一帯の早春の情景をうたった歌とされ、旧制長野県立大町中学（長野県大町高等学校の前身）の校歌の制作のために訪れた吉丸が、大町、安曇野の寒さ、そして春の暖かさを歌った歌詞でもある。
大町実科高等女学校（長野県大町北高等学校の前身）では愛唱歌として歌われていた。大町文化会館、穂高川河川敷に歌碑が建てられている。題名の「賦」とは漢詩を歌うこともしくは作ることを指し、「早春に賦す」が原義である。

## みんなのうた
三枝成彰の編曲による「早春賦」が1979年2月にNHK『みんなのうた』で放送された。同番組ではこの年に本楽曲のほかに「夏は来ぬ」、「紅葉」、「花いちもんめ」といった日本の童謡を三枝の編曲で再アレンジする試みが行われた。また、同番組で使用されたアニメ映像の製作は林静一が手掛けた。三枝の編曲による「早春賦」は本放送終了以降、1980年2月と1982年2月に再放送が行われた。